# 6666 Frö
6666 Frö là một tiểu hành tinh vành đai chính với chu kỳ quỹ đạo là 1511.2861591 ngày (4.14 năm).
Nó được phát hiện ngày 19 tháng 3 năm 1993.